# ارنست دوباتس
ارنست دوباتس (کرواتی: Ernest Dubac; ۱۵ فوریهٔ ۱۹۱۴ – ۲۷ فوریهٔ ۱۹۸۵) بازیکن فوتبال اهل یوگسلاوی بود.
از باشگاه‌هایی که در آن بازی کرده‌است می‌توان به باشگاه فوتبال گراجانسکی زاگرب و باشگاه فوتبال بئوگراد اشاره کرد.
وی همچنین در تیم‌های ملی فوتبال یوگسلاوی و کرواسی بازی کرده‌است.